# Thyriodes
Thyriodes is een geslacht van vlinders van de familie Euteliidae, uit de onderfamilie Euteliinae.

## Soorten
- T. dissimilis Druce, 1911
- T. flabellum Guenée, 1852
- T. terrabensis Schaus, 1912